# Huachón (distrito)
Huachón é um distrito do Peru, departamento de Pasco, localizada na província de Pasco (província).

## Transporte
O distrito de Huachón é servido pela seguinte rodovia:
- PA-106, que liga o distrito de Oxapampa à cidade de Ninacaca [2][3][4]